# Il territorio dei fuorilegge
Il territorio dei fuorilegge (Hannah Lee: An American Primitive) è un film del 1953 diretto da Lee Garmes e John Ireland.
È un film western statunitense con Macdonald Carey, Joanne Dru e John Ireland. È basato sul romanzo del 1948 Wicked Water: An American Primitive di MacKinlay Kantor.

## Trama
Dei piccoli proprietari terrieri vengono continuamente minacciati dai grandi allevatori che hanno bisogno di aumentare le terre destinate alle loro mandrie.
Per raggiungere il loro scopo non esitano ad assoldare un killer.
Per fortuna un poliziotto continua a combattere per il rispetto della legge aiutato da una ragazza e un bambino.

## Produzione
Il film, diretto da Lee Garmes e John Ireland su una sceneggiatura di Alford Van Ronkel, fu prodotto da Jack Broder per la Jack Broder Productions e girato a Chatsworth, Los Angeles, California, nel maggio 1953.
Fu girato in 3-D. John Ireland è alla sua prima regia (la seconda ed ultima esperienza dietro la macchina da presa fu The Fast and the Furious, del 1955). Peter Ireland è il figlio di John mentre Joanne Dru era la moglie ai tempi delle riprese. Lee Garmes, coregista insieme a ireland, è accreditato anche per la fotografia. Dopo il termine delle riprese, John ireland e sua moglie fecero causa al produttore Jack Broder per questioni di compensi economici; Broder rispose con una controquerela perché, a suo dire, i due avevano sforato il budget messo a loro disposizione.

## Distribuzione
Il film fu distribuito con il titolo Hannah Lee: An American Primitive negli Stati Uniti dal luglio 1953 (première a Los Angeles il 27 giugno 1953) dalla Realart Pictures. È stato poi redistribuito anche con il titolo Outlaw Territory.
Altre distribuzioni:
- in Danimarca il 18 ottobre 1954 (Med koldt blod)
- in Svezia il 7 gennaio 1963 (Prickskytten i Pearl City)
- in Germania Ovest il 3 maggio 1963 (Heißer Westen)
- in Finlandia il 7 febbraio 1964 (Laki ja laittomuus)
- in Spagna (Territorio prohibido)
- in Italia (Il territorio dei fuorilegge)

## Promozione
Le tagline sono:
- "She brought DANGER, DEATH and DESIRE to the west! ".
- "The First Story Of The Lawless West in 3 DIMENSION ".
- "From the writer of 'THE BEST YEARS OF OUR LIVES" ".
- "Blazing Hatred And Savage Desire Brought To Vivid Reality By New Screen Magic ".